# West Newbury
West Newbury é uma vila localizada no condado de Essex no estado estadounidense de Massachusetts. No Censo de 2010 tinha uma população de 4.235 habitantes e uma densidade populacional de 111,05 pessoas por km². É reconhecido por ser o lugar de nascimento do actor e lutador da WWE John Cena.

## Geografia
West Newbury encontra-se localizado nas coordenadas 42° 47′ 58″ N, 70° 57′ 52″ O. Segundo o Departamento do Censo dos Estados Unidos, West Newbury tem uma superfície total de 38.14 km², da qual 34.84 km² correspondem a terra firme e (8.65%) 3.3 km² é água.

## Demografia
Segundo o censo de 2010, tinha 4.235 pessoas residindo em West Newbury. A densidade populacional era de 111,05 hab./km². Dos 4.235 habitantes, West Newbury estava composto pelo 97.45% brancos, o 0.14% eram afroamericanos, o 0.09% eram amerindios, o 1.04% eram asiáticos, o 0% eram insulares do Pacífico, o 0.14% eram de outras raças e o 1.13% pertenciam a duas ou mais raças. Do total da população o 1.56% eram hispanos ou latinos de qualquer raça.